# Heinrich Sivers
Heinrich Sivers, auch Hinrich Sivers, (* 23. Juni 1674 in Lübeck; † 6. November 1736) war Kantor in Lübeck. 

## Leben
Heinrich Sivers war ein Sohn des gleichnamigen Gewandschneiders und seiner Frau Elsabe, geb. Rotterdam. Nach dem frühen Tod seiner Mutter heiratete sein Vater Gertrud, geb. Witten, die Witwe des Kaufmanns Peter Paarmann.
Er besuchte das Katharineum zu Lübeck, das er im Oktober 1696 mit einer öffentlichen lateinischen Rede über Karl I. (England) abschloss, und studierte Evangelische Theologie an der Universität Jena sowie ab Ostern 1698 an der Universität Rostock. Nach Abschluss seiner Studien arbeitete er, wie damals üblich, als Hauslehrer, zuerst in Neustadt in Holstein, dann in Sarau.
1703 kehrte er nach Lübeck zurück und ließ sich als Kandidat des Geistlichen Ministeriums examinieren, ebenso im folgenden Jahr in Hamburg, wo er Privatstunden bei Esdras Edzardus nahm und Hofmeister bei einem Sohn eines Herrn von Rantzau war.
Nach einer kurzen weiteren Hauslehrerstelle im Haus von Anton Winckler bei dessen Enkel wurde er 1706 nach dem Tod von Johann Jacob Pagendarm zu dessen Nachfolger als Kantor berufen. Das Kantorat am Katharineum zu Lübeck war mit 300 Mark Lübsch und freier Unterkunft vergütet und befand sich in der Rangfolge der Schule an dritter Stelle nach dem Rektor und Subrektor. Er war verantwortlich für den Lateinunterricht in Tertia und Sekunda sowie für Musikunterricht und Musikausübung in der gesamten Schule.
Damit verbunden war die Stelle als Kantor an der Marienkirche. Bedingt durch die klassische Aufgabenteilung zwischen Kantor und Organist, stand der Kantor als Musiker dort im Schatten des Organisten – zuerst noch Dieterich Buxtehude bis zu dessen Tod 1707, dann Johann Christian Schieferdecker, die an St. Marien die wesentlich besser honorierte Stelle des Organisten und Werkmeisters innehatten. Sivers Aufgabe war auf die Chorleitung in der Kirche und die Anleitung des Gemeindegesangs beschränkt. Viermal im Jahr hielt er mit dem Chor eine Quartalsmusik in den anderen Hauptkirchen.
Er heiratete Regina Catharina, geb. Pagendarm (* 1688; begraben am 20. April 1762 in Lübeck), die Tochter seines Vorgängers und Schwester von Hermann Heinrich Pagendarm und Johann Gerhard Pagendarm. Das Paar hatte fünf Kinder, darunter Henrich Jacob Sivers.
Sein Nachfolger wurde Caspar Ruetz.